# Wellington Burtnett
Wellington Burtnett (né le 26 août 1930 à Somerville (Massachusetts) et mort le 21 août 2013 à Wilmington (Massachusetts)) est un joueur américain de hockey sur glace. Lors des Jeux olympiques d'hiver de 1956, il remporte la médaille d'argent.

## Palmarès
- Médaille d'argent aux Jeux olympiques de Cortina d'Ampezzo en 1956